# 參山國家風景區
參山國家風景區是中華民國（臺灣）一個國家級風景特定區，範圍涵蓋北台灣的新竹縣及苗栗縣，臺中市、彰化縣、南投縣3個台灣中部縣市。名稱由來係其前身為獅頭山、梨山及八卦山等3處原省級風景特定區，後合併為同一國家級風景區至今。

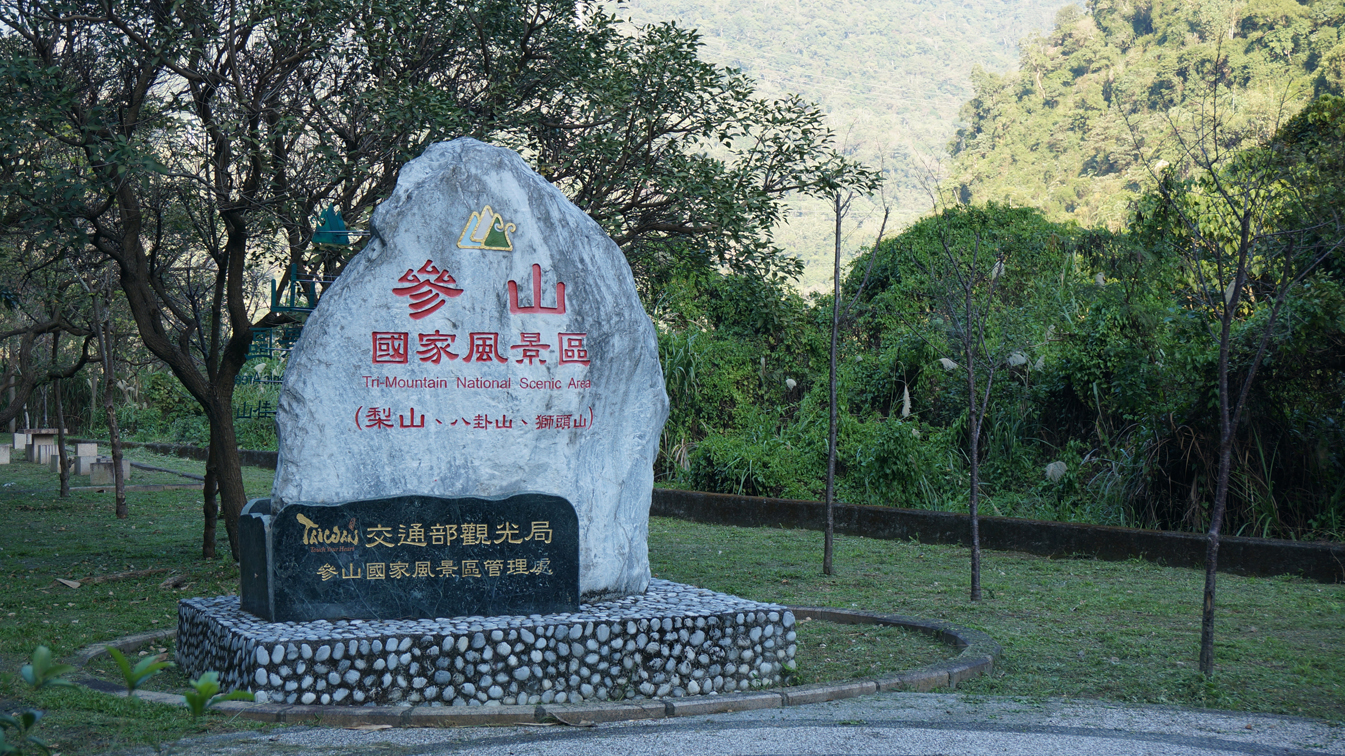
參山國家風景區

## 背景

### 獅頭山風景區

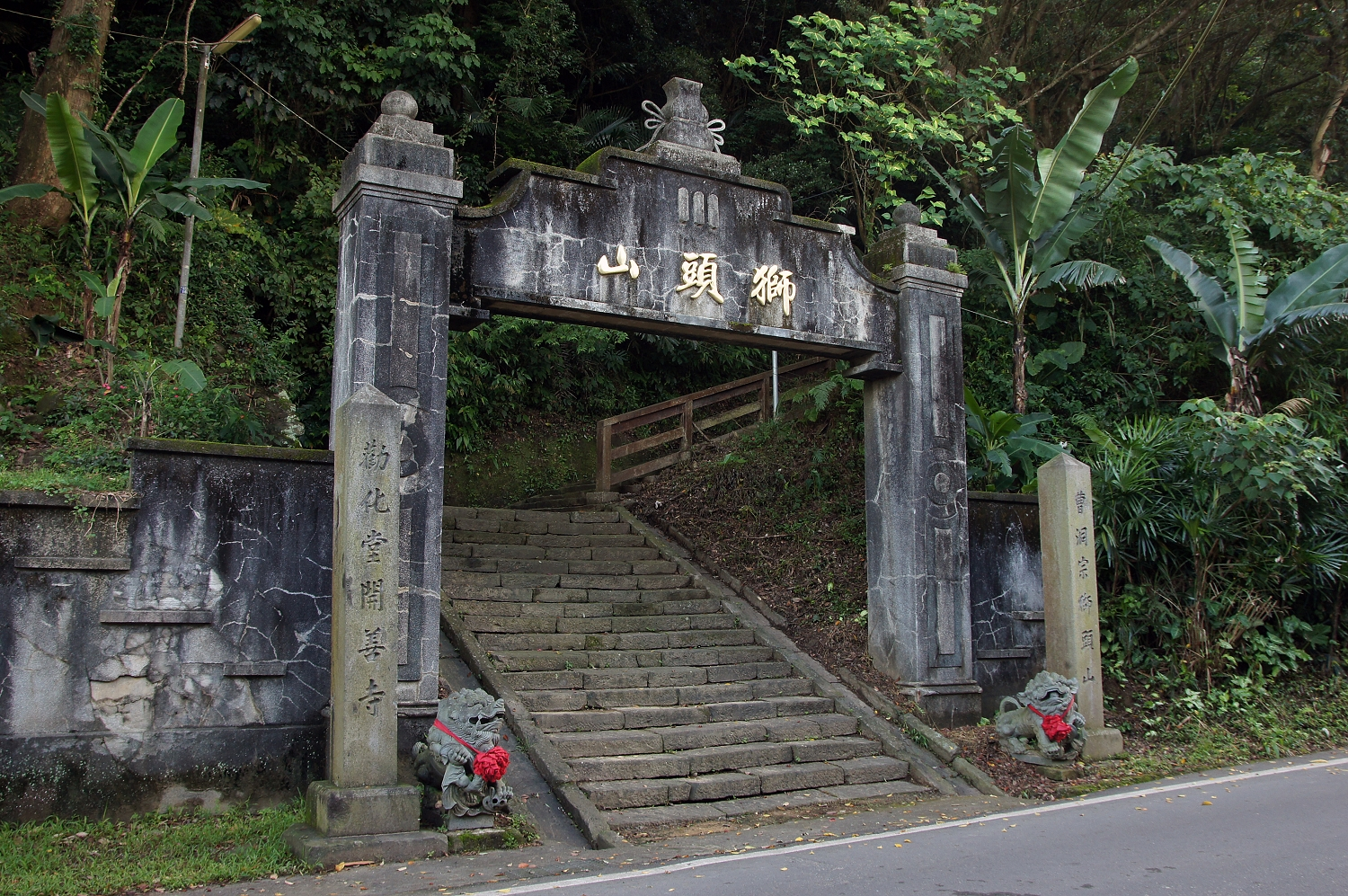
獅頭山南面的步道入口

獅頭山風景區範圍包括新竹縣峨眉鄉、北埔鄉、竹東鎮與苗栗縣南鄉、三灣鄉共5個鄉鎮，面積約24,221公頃。該風景區係以獅頭山為核心，結合鄰近諸鄉鎮各景點而成。
獅頭山為北台灣佛教、道教名山，有輔天宮、勸化堂、開善寺、獅巖洞（元光寺）等寺廟道觀依山勢而建，樣式古樸壯觀。北埔老街一帶有國定古蹟金廣福公館、姜屋天水堂與縣定古蹟姜阿新洋樓、慈天宮等；加上南庄地區的原住民賽夏族、泰雅族文化景觀。
獅頭山地區動植物生態豐富，山林間多翠鳥、鉛色水鶇、五色鳥、灰喉山椒鳥、台灣藍鵲、大冠鷲等鳥類；溪流中有台灣本土魚類；在林間步道，則可見油桐、月桃、血藤等植物。

### 梨山風景區
包含梨山、谷關和思源埡口等。西起於台8線與台21線交界處，中橫公路與梨山交界處，往北可到宜蘭，東可達花蓮，往西為台中，往南的交通可經大禹嶺到霧社、南投。此風景區曾在921大地震受到破壞。
梨山海拔超過1600公尺，種植各種溫帶水果，包括櫻桃、水蜜桃、蜜李、水梨、蘋果、雪梨，依不同月份產出，也依不同產季舉行觀光季，賞花季、和賞楓活動。

### 八卦山風景區
八卦山風景區南為濁水溪北岸，北為大肚溪南岸，東為台中盆地，西為彰化平原。位於八卦山風景區的大佛像，佛像內部分為八層，各層有不同的陳列主題。
每年三月，灰面鷲（當地人稱為南路鷹）由菲律賓等台灣以南地區往北遷移，十月由日本、朝鮮半島和中國東北南遷時，會過境八卦台地，因此在此風景區賞鳥也成為此風景區的特色之一。
八卦山風景區內規畫有自行車專用道，也設有全台第一條登山車競賽專用道，在八卦山生態旅遊服務中心外有自行車道路線圖，說明自行車的通行路線。

## 經營管理
參山國家風景區管理處位於臺中市霧峰區中正路738號，與交通部觀光署國民旅遊組同址。

### 管理處歷任首長
處長
- 張政源
- 陳溪園
- 許正隆
- 朱傳緯
- 吳主治
- 柯建興
- 曹忠猷

### 管理處組織
行政部門
- 企劃科
- 工務科
- 管理科
- 遊憩科
- 秘書室
- 人事室
- 主計室
- 獅頭山管理站
- 梨山管理站
- 八卦山管理站

### 遊客中心
- 旅遊資訊服務中心
- 獅頭山風景區：獅山遊客中心、南庄遊客中心
- 梨山風景區：梨山遊客中心、谷關遊客中心
- 八卦山風景區：八卦山脈生態遊客中心、松柏嶺遊客中心

### 腳註
1. ↑  .   [2010-02-18]. （原始内容存档于2010-03-02）.
2. ↑  .   [2011-05-31]. （原始内容存档于2011-05-09）.

### 文獻
- 台灣的國家風景區 陳永森；林孟龍/著 ISBN 9867630211 2004年2月出版

## 外部連結
- 參山國家風景區 交通部觀光局（页面存档备份，存于）
- 參山國家風景區-梨山遊客中心 交通部觀光局（页面存档备份，存于）
- 參山國家風景區-八卦山脈生態遊客中心  交通部觀光局（页面存档备份，存于）
- 參山國家風景區-獅山遊客中心  交通部觀光局（页面存档备份，存于）
- 參山國家風景區-南庄遊客中心  交通部觀光局（页面存档备份，存于）
- 參山國家風景區-松柏嶺遊客中心  交通部觀光局（页面存档备份，存于）
- 谷關遊客中心  交通部觀光局（页面存档备份，存于）
- 參山國家風景區管理處（页面存档备份，存于）
- 參山國家風景區粉絲專頁的Facebook專頁
- YouTube上的參山國家風景區頻道